# Zenayda Álvarez Bárzana
Zenayda Álvarez Bárzana (Ribera de Arriba, enero de 1933) es una gestora hospitalaria española, que se convirtió en la primera mujer en dirigir un hospital público en Asturias. Ha sido condecorada con la Medalla de Asturias y la Medalla de Plata de la Villa de Gijón.

## Trayectoria
Zenayda Álvarez Bárzana nació en la localidad asturiana de Ribera de Arriba, Soto de Ribera, en enero de 1933. Fue profesora mercantil.
Se convirtió en administradora general y después en gerente del Hospital de Jove de Gijón, en el que trabajó durante 25 años. Fue la impulsora de la transformación y renovación de este centro hospitalario, que se encontraba en condiciones precarias y era considerado un centro de caridad. Se convirtió en la primera mujer en dirigir un hospital público en Asturias.
A los 60 años, se jubiló de manera voluntaria. Se mantuvo vinculada al Hospital de Jove a través del Patronato de su Fundación, siendo vicepresidenta.
En el 2000, Álvarez Bárzana aceptó el cargo de Defensora del Ciudadano en el Ayuntamiento de Gijón hasta que una legislación sustituyó esa figura por la Oficina de Quejas y Reclamaciones. En 2013 se convirtió en miembro del Consejo Asesor de Sanidad del Principado de Asturias.

## Reconocimientos
En 1994, el Gobierno del Principado de Asturias reconoció su trayectoria con la Medalla de Plata de Asturias, siendo también reconocidos en esa edición Carlos Luis Álvarez Álvarez, María Josefa Canellada, José Francisco Cosmen Adelaida, Pepín Fernández y Nicanor López Brugos.
En 2009, el Ayuntamiento de Gijón le otorgó la Medalla de Plata de la Villa, en reconocimiento a su labor en el ámbito sanitario y su contribución al desarrollo de la ciudad.